# Odontocera soror
Odontocera soror là một loài bọ cánh cứng trong họ Cerambycidae.